# Dick Young
Dick Young (* 20. Jahrhundert) ist ein US-amerikanischer Dokumentar- und Werbefilmer.

## Leben
Dick Young diente nach der High School drei Jahre in der United States Air Force. Dort erlernte er das Filmhandwerk, als er bei einer Division stationiert war, die Trainingsvideos erstellte. Nach seinem Militärdienst fand er eine Stelle als Journalist beim Life Magazine. Bei seinen Reisen um die Welt drehte er immer wieder einzelne Nachrichtenbeiträge. Mit der Zeit wurden die Aufträge immer größer und so erstellte er viele Kurzfilme für die Filmabteilung des Magazins.
Nach zwei Jahren machte er sich selbstständig und drehte zahlreiche Werbefilme für unter anderem die Vereinten Nationen, aber auch für Firmen wie die Ford Foundation, IBM, Exxon, Motorola, Mercedes-Benz und Chrysler.
Dick Young wurde dreimal hintereinander für den „Oscar für den Besten Dokumentar-Kurzfilm“ nominiert: 1980 für Remember Me, 1981 für It’s the Same World und 1982 für Journey for Survival.